# فينفريد هرمان
فينفريد هرمان (بالألمانية: Winfried Hermann)‏ هو سياسي ألماني، ولد في 19 يوليو 1952 في روتنبورغ آم نكار في ألمانيا. حزبياً، نشط في حزب الخضر الألماني. وقد انتخب عضو مجلس الشورى الموحد بادن فورتمبيرغ ‏ وانتخب عضو في البوندستاغ الألماني خلال فترته النيابية ‏ (26 أكتوبر 1998 – 17 أكتوبر 2002) وانتخب وزير النقل في بادن-فورتمبرغ ‏ (12 مايو 2011 – ).

## روابط خارجية
- فينفريد هرمان على موقع مونزينجر (الألمانية)